# Juleflue
Juleflue kaldes en flue, der pludselig findes flyvende omkring i stuerne om vinteren ved juletid. Det siges at man ikke må slå en juleflue ihjel, da det vil bringe ulykke.
| Dyr | Spire Denne artikel om dyr er en spire som bør udbygges. Du er velkommen til at hjælpe Wikipedia ved at udvide den. |